# Lignosus goetzei
Lignosus goetzei är en svampart som först beskrevs av Henn., och fick sitt nu gällande namn av Leif Ryvarden 1972. Lignosus goetzei ingår i släktet Lignosus och familjen Polyporaceae.   Inga underarter finns listade i Catalogue of Life.